# Fijnscheenwerk

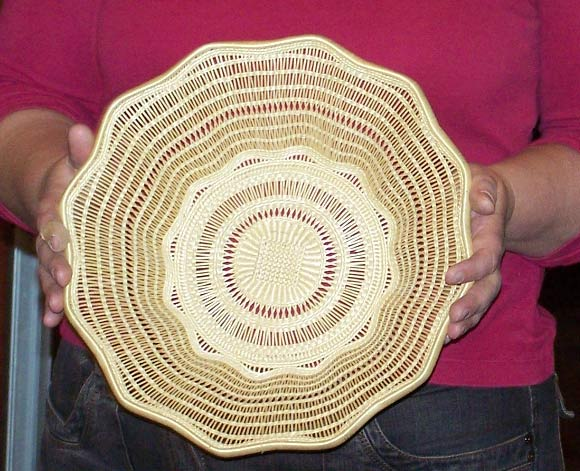
Fijnscheenwerk

Het fijnscheenwerk is een zeer fijne vlechttechniek die gebruikt wordt bij het mandenvlechten. 
Het materiaal voor fijnscheenwerk wordt verkregen door lange witte wilgentenen van circa 2,50m in drieën of vieren te kloven met een speciaal kloofhoutje.
De lange wilgenstrips worden dan met de hand op een speciale schaafbank op de millimeter precies op dikte en breedte geschaafd. Hierna worden de bastresten weggepoetst. Elk fijnscheenwerk object wordt om een eigen houten mal gevlochten, zoals schoenen om een leest. Het maken van een fijnscheenwerk object is zeer tijdrovend, het maken van een gevlochten schaal kost zomaar 40 uur of meer. Het resultaat is een fragiel ogend vlechtwerk wat bij beroering toch verrassend stevig is. Deze bijzondere techniek is bijna uitgestorven omdat vrijwel niemand ze meer beoefent.